# Михаил Симонов
Михаил Петрович Симонов (рус. Михаил Петрович Симонов; Ростов на Дону, 19. октобар 1929 — Москва, 4. март 2011) је био конструктор авиона који је за преко четири деценије конструисао више од 20 типова авиона. Посебно познат по серији млазних ловачких и јуришних авиона (Су-25 и Су-27) пројектованих за потребе совјетског ратног ваздухопловства.

## Биографија
Михаил Петрович Симонов је рођен 19. октобра 1929. године у Ростову на Дону. Након дипломирања на Казањском Факултету за ваздухопловство 1954. године водио је лабораторију на факултету, а 1959. иницирао је формирање конструкционог бироа спортске авиације (ОКБ спортске авијације при Казањском факултету за ваздухопловство). У овом ОКБ-у је био главни конструктор, пилот инструктор и пилот за вучу једрилица.
Ту су под његовим руководством настале прве совјетске једрилице потпуно металне конструкције Каи-11, Каи-12, Каи-14, Каи-17 и Каи-19 (са којом је постигнут и светски рекорд).
Од 1969. до 1970. године ради у московској фабрици машина Укхтомски, а од 1970. до 1979. у ОКБ Сухој као заменик главног конструктора. У ОКБ Сухој први посао му је био тестирање и побољшање авиона Сухој Су-24, првог совјетског авиона са променљивом геометријом крила. Године 1975. пројектује јуришни авион Су-25 који се масовно производио. У периоду од 1976. до 1979. године био је главни конструктор авиона ловца-пресретача Су-27, ловца 4. генерације. Од 1979. до 1983. године Михал Симонов је био заменик министра ваздухопловства задужен за стварање ваздухопловних борбених система.
Од 1983. до 1999. године, након смрти Јевгенија А. Иванова, преузима вођство ОКБ Сухој и ствара породицу борбених авиона засновану на Су-27, као што су вишенаменски ловац Су-30, палубни ловац Су-33, и ловац-тактички бомбардер Су-34. У то време у Сухој-у оснива одељење за конструкцију акробатских авиона Су-26 и његових модификација Су-29 и Су-31 са којима су совјетске и руске акробатске екипе освојиле 330 медаља на светским и европским првенствима. Поред ових авиона развијени су још и пољопривредни авион Су-38 и школско-тренажни авион Су-49. У периоду када је М. П. Симонов руководио Сухојем то су биле најтеже године (изузимајући период крајем 40-их и почетком 50-их година када је фирма била затворена) за Сухој, проузроковане распадом Совјетског Савеза и сторнирањем наруџбина војних авиона, стога је М. П. Симонов поред свих активности започео рад на формирању цивилног програма тј. путничких и транспортних авиона. Из тог програма касније су настали путнички авиони Су-80 и Сухој Суперџет 100/(РРЈ), и амфибијски авион Бе-103, и неколико пројеката суперсоничних путничких и пословних авиона који су још у развоју.
У току свог 40–годишњег радног века конструисао је или водио пројекте за преко 20 авиона.
Умро је 4. марта 2011. године у Москви у својој 82. години живота и сахрањен је на московском гробљу Новодевичје.

## Галерија слика
- Авион Су-24 са променњивом геометријом крила (1970)
- Јуришни авион Су-25 (1975)
- Ловац Су-27 (1977)
- Ловац пресретач Су-30 (1989)
- Палубни ловац Су-33
- Вишенаменски борбени авион Су-35 (1988)
- Ловац-тактички бомбардер Су-34
- Експериментални авион Су-47 (1997)
- Акробатски авион Су-26 (1985)
- Акробатски авион Су-29 (1991)
- Акробатски авион Су-31(1992)

## Попис авиона које је пројектовао или био вођа пројекта Михаил Симонов
| - Су-25 (1975) - Су-27 (1977) - Су-30 (1989) - Су-33 (1987) - Су-34 (1990) - Су-35 (1988) - Су-37 (1996) - Су-39 (1984) - С-37 «Беркут» (Су-47)(1997) - ПАК ФА (2010) |  | - Су-26 (1985) - Су-29 (1991) - Су-31 (1992) - Су-38 (2001) |

## Државне награде
- добитник Лењинове награде,
- двоструки добитник Државне награде,

## Одликовања
- орден Хероја Русије,
- орден Црвене заставе за рад,

## Признања
- посланик врховног совјета,
- члан Руске академије техничких наука,
- члан Међународне академије техничких наука,
- професор на Факултету за ваздухопловство у Москви,